# Japán divat

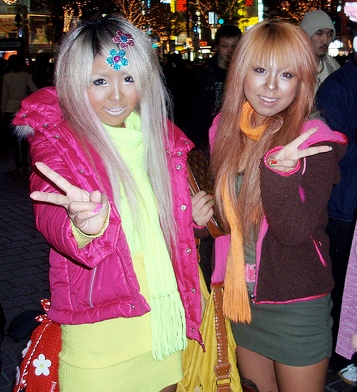
Ganguro-lányok

Japánban számos „utcai divatot" tartanak számon, melyek a helyi, illetve a külföldről beáramló divatirányzatok keverékei. Ezen stílusok közül néhány kifejezetten extrém, és inkább tekinthető művészi alkotásnak, mivel igazán magas színvonalú, nemes kivitelű ruhakészítésről beszélünk. Maga a stílus és egyben a trendek felemelkedése Soicsi Aoki nevéhez fűződik, aki 1997-ben a Fruits nevű, jelentős divatmagazinban promotálta a legújabb divatőrületet, a street fashiont.
Bár a stílus az évek alatt sokat változott, a street fashion még a mai napig is kiemelkedő jelentőséggel bír Tokióban. Fiatal felnőtteket gyakran láthatunk a szubkultúrának megfelelő öltözetben, olyan helyeken/körzetekben, mint Haradzsuku, Aojama, Ginza, Odaiba, Sindzsuku és Sibuja.

## Lolita
(ロリータ – roríta) 1970-es és 80-as évek alatt alakult ki Tokió Haradzsuku negyedében, majd a következő évtizedekben világszerte ismertté és elterjedtté vált, főként az mangáknak és animéknek köszönhetően.
A gothic lolita, röviden goth-loli (ゴスロリ gosu rori). Az irányzat legfontosabb eleme a sötét színvilág (fekete, királykék, vörös) mind öltözködésben, mind a sminkelésben (pl. sötétebb rúzsok használata). Gyakoriak a gótikus motívumok (keresztek, rózsák, pókháló minta) a ruhák mintázatában és a kiegészítőkön. Alice and the Pirates, Atelier Pierrot, és Moi-même-Moitié márkák is ezt a stílust képviselik.
A sweet lolita, más néven ama-loli (甘ロリ- ama rori), az egyik legismertebb irányzat, melyben az „aranyosság” motívuma találkozik a lolita stílussal, ami Japánban önmagában is nagyon kedvelt motívum. A stílus képviselőinek legfőbb célja, hogy gyermeki külső/megjelenés benyomását keltsék. A világos színek (rózsaszín, kék) és az olyan motívumok, mint az édességek, virágok, mesefigurák a stílus legfontosabb ismertető jegyei. A hajviseletben gyakoriak a világos vagy pasztell színű parókák, túlméretezett masnik, copfok és a frufru. A smink általában természetes és világos.
A punk lolita a punk és a lolita stílus keveredése. Jellemzői a szakadt anyagok, bőr vagy műbőr, élénk vagy sötét színek, díszítésként pedig szegecsek, láncok és biztosítótűk szolgálnak.
A klasszikus lolita nagyon hagyományosnak mondható az előzőkhöz képest. A színek általában semlegesek, közepesen sötétek, gyakoriak a klasszikus, szolid földszínek. Az irányzatra jellemző a kidolgozottabb, finomabb virágminták, és egyszerűbb, visszafogottabb díszek és kiegészítők.
Az kodona, vagy boystyle inspirációját a férfidivat adja, bár általában ezt is nők viselik. Legtöbbször egyszerű, visszafogott színek jellemzik, az öltözet pedig szűk, térdig érő nadrágból, térdzokniból, fodros ingből és mellényből áll. A kiegészítőket illetően a cilinderek, csokornyakkendők, zakók és elegáns férfias fazonú cipők viszik a pálmát.
A visual kei japán rock zenészek által kedvelt irányzat. Jellemzője a kirívó öltözködés, a hagyományostól eltérő, szokatlan frizura és az erős smink.

## Gyaru
Japán egyik legfigyelemfelkeltőbb divatirányzata közé tartozik a gyaru. A stílusra jellemző, hogy főleg tinédzserek képviselik, akik általában szőkére festik hajukat, de a barna több árnyalatában is szívesen mutatkoznak. Viszonylag feltűnő sminket használnak. Jellemző még rájuk a túldíszített műköröm, a rövid szoknyák, és sok kiegészítő. A gyaru szintén erősen inspirálódott a nyugati divatból.

## Ganguro
A ganguro az éles kontrasztokban és feltűnéskeltésben élenjáró stílusirányzat. Alapelemei a természetellenesen barna bőr, világos színű haj, fekete tussal kihúzott szem. A stílus élesen szembemegy a hagyományos japán szépségideállal, amelynek koncepciója a fehér bőr, fekete haj és természetes tónusú arcfestés.

## Kogal
A kogal legfőbb kelléke a japán egyenruha, a laza lábszármelegítő vagy térdzokni, és a nyakkendő. A stílus képviselői gyakran festik a hajukat. Leginkább a Burberry és a Louis Vuitton márkákat kedvelik. Szinte mániákusan használják mobiltelefonjukat, mellyel gyakran készítenek csoportképeket. Sibujában és Haradzsukuban lehet találkozni a legtöbb kogal stílusú lánnyal.

## Kimono
A japán divatot a történelmi kultúra is befolyásolta, hiszen még a mai napig is láthatunk kimonót viselő embereket Japán utcáin, kifejezetten Ginzában. Továbbá a kimonó viselete igen jellemző a kulturális, illetve más különleges, fontos eseményeken. A fiatalabb generáció ezt is szereti keverni a modern stílus védjegyeivel.
Az említett stílusok mellett még számos más ternddel rukkolnak elő nap mint nap a feltűnésre vágyók. Például ezek közül még igen népszerű a Decora, a Kuroj Niji, az Oshare kei, Angura kei, Cult party kei, Dolly kei és Fairy kei is, melyek sajátos stílusjegyeikkel tovább táplálják a divatőrület sokszínűségét.
Japán a „békés együttélés” országa. Itt mindenféle divatirányzatot megtalálunk, legyen az nyugatról érkező vagy sajátosan japán, békében megfér egymás mellett ez a sokféle stílus és képviselőik.
Ha végigsétálunk Tokió utcáin, biztosan szembe jön majd velünk valaki, aki a fent említett stílusok valamelyikét képviseli. Ne lepődjünk hát meg, ha színes hajú lányokba és magas talpú cipőt viselő fiúkba botlunk. Itt ez teljesen normálisnak és hétköznapinak számít. Mindegy, hogy fehér, fekete, színes, csillogó, pasztell, szegecses, vagy csíkos, viselője mindig akad, hiszen a lényeg, hogy divat legyen!